# Geribd ammonietslakje
Het geribd ammonietslakje (Ammonicera rota) is een slakkensoort uit de familie van de Omalogyridae. De wetenschappelijke naam van de soort werd in 1850 voor het eerst geldig gepubliceerd door Edward Forbes en Sylvanus Hanley.

## Beschrijving
Het geribd ammonietslakje heeft een planispirale schelp, ofwel een schelp die in een plat vlak is opgerold. Het is transparant en geelachtig of parelwit van kleur, met een variabel aantal (maximaal drie) onduidelijke rode longitudinale lijnen, die ook volledig afwezig kunnen zijn. Zo is hij te onderscheiden van de donkergekleurde Ammonicera columbretensis (soms is de schelp echter iets donkerder door aangroei, bijvoorbeeld door algen).
Het kleine slakkenhuisje heeft een maximale diameter van 0,89 millimeter met 2,6 windingen. Het huisje heeft stompe ribben die zich aan de as hechten en aan de boven- en onderkant helder zijn, maar naar de middenlijn toe plat worden, zodat deze er vanaf de zijkant gezien glad uitziet. Vaak worden de ribben op de teleoconch onduidelijk of verdwijnen ze. Het laatste handvat is afgerond met een zijband die aan beide zijden gescheiden is door een fijne groef. De overgang van protoconch naar teleoconch is onduidelijk en niet duidelijk gedefinieerd. De protoconch heeft een enkele kuil op het oppervlak (nooit twee) en verder talloze microscopisch kleine kuiltjes, met daartussen een korrelige microsculptuur. De enkele kuil op de protoconch karakteriseert een groep soorten binnen het geslacht en is een belangrijk kenmerk om zich te onderscheiden van verwante soorten.

## Verspreiding en leefgebied
Het geribd ammonietslakje leeft in de kustwateren van de Atlantische Oceaan. Het verspreidingsgebied betreft de westkust van Europa, van Noorwegen in het noorden tot de Afrikaanse Atlantische kust in het zuiden. In het grootste deel van zijn verspreidingsgebied komt hij samen voor met Ammonicera fischeriana, die echter ontbreekt in de continentale kustwateren van de Noordzee, zodat A. rota hier de enige vertegenwoordiger van het geslacht zou zijn. De soort leeft op rotsachtige harde gronden of tussen zeewiersoorten van de geslachten Fucus, Laminaria, Cladophora, Corallina en Ulva, van de getijdenzone tot waterdieptes van ongeveer 15 meter.